# Valerio Vermiglio
Valerio Vermiglio, född 1 mars 1976 i Messina, är en italiensk volleybollspelare. Vermiglio blev olympisk silvermedaljör i volleyboll vid sommarspelen 2004 i Aten och har vunnit två EM-guld.